# Gerd Wittmann
Gerd Wittmann (* 30. Januar 1945 in Sonthofen, Bayern) ist ein ehemaliger deutscher Eishockeyspieler und -trainer, der verschiedene Vereine hauptsächlich in der 2. Bundesliga trainierte. 

## Karriere
Gerd Wittmann begann seine Karriere beim ERC Sonthofen, für den er bis 1966 in der damals zweitklassigen Oberliga spielte. 1966 wechselte er zum Augsburger EV, mit dem er 1967 Meister der Oberliga Süd wurde und 1968 den Aufstieg in die Bundesliga schaffte. Bis 1974 spielte er für den AEV in der Bundesliga, ehe er für zwei Jahre zum SC Riessersee wechselte. Es folgten drei Jahre beim EV Füssen in der Bundesliga, ehe er 1979 seine Spielerkarriere beendete. Ab 1978 trainierte er bereits den EV Füssen als Spielertrainer und setzte sein Engagement in Füssen als Trainer bis 1980 fort. Anschließend war er bis 1983 Trainer des EC Peiting.
Ab 1983 trainierte Wittmann den ERC Sonthofen, mit dem er 1984 den Aufstieg aus der nunmehr drittklassigen Oberliga in die 2. Bundesliga schaffte. Sein Engagement in Sonthofen wurde durch eine Anstellung beim Ligakonkurrenten EV Füssen in der Spielzeit 1985/86 unterbrochen. Nach der Trennung von seinem Heimatverein 1988 übernahm Wittmann das Traineramt beim SC Memmingen, mit dem er Oberligameister 1991 wurde und damit in die 2. Bundesliga aufstieg. 1993 unterschrieb Gerd Wittmann erstmals einen Vertrag beim Heilbronner EC. Mit den Unterländern wurde der Trainer in der ersten gemeinsamen Spielzeit Süddeutscher Meister und schaffte anschließend den Aufstieg in die zweitklassige „1. Liga“. Nach zwei Jahren in Heilbronn kehrte Wittmann 1995 zum ERC Sonthofen zurück, die er ebenso wie ein Jahr später den ERSC Amberg ebenfalls in die „1. Liga“ führen konnte.
Während der Saison 1997/98 trennte sich der ERSC jedoch von seinem bisherigen Übungsleiter, sodass Wittmann den Heilbronner EC nach der Entlassung von Jiří Kochta als Interimstrainer übernahm. Nachdem er mit dem HEC die Klasse hatte halten können, unterschrieb der Bayer einen Vertrag beim Ligakonkurrenten ERC Ingolstadt, wo er allerdings noch während der Spielzeit entlassen wurde. In der Oberliga-Saison 1999/00 führte Gerd Wittmann mit dem EHC Straubing das fünfte von ihm betreute Team in die zweithöchste Spielklasse, nach knapp dreijähriger Zusammenarbeit gingen der Trainer und der EHC jedoch getrennte Wege. Wittmann kehrte als Jugendtrainer zum zweiten Mal nach Heilbronn zurück und sprang dort sowohl in der Saison 2002/03 als auch in der Saison 2003/04 erneut als Interimstrainer der Profimannschaft ein.
Zuletzt war er Cheftrainer seines Heimatvereins ERC Sonthofen, in der Saison 2015/16 rettete er den Verein vor einer sportlichen Talfahrt. In der Saison 2016/17 stellte er dort aber sein Amt nach einem katastrophalen Saisonstart zur Verfügung und trat zurück.

### Stationen
- EC Peiting (1981–1983)
- ERC Sonthofen (1984–1985)
- EV Füssen (1985–1986)
- ERC Sonthofen (1986–1988)
- SC Memmingen (1988–1993)
- Heilbronner EC (1993–1995)
- ERC Sonthofen (1995–1996)
- ERSC Amberg (1996–1998)
- Heilbronner EC (Interimstrainer 1998)
- ERC Ingolstadt (1998–1999)
- EHC Straubing (1999–2002)
- Heilbronner EC Jugend/Heilbronner Jungfalken (seit 2002)
- Heilbronner EC (Interimstrainer 2003)
- Heilbronner Falken (Interimstrainer 2004)
- Heilbronner Falken (2013–2015)[2]
- ERC Sonthofen (Dezember 2015 – November 2016)